# Aleksander Knavs
Aleksander Knavs (Maribor, 5 de desembre, 1975) és un futbolista eslovè.
Començà la seva trajectòria a l'Olimpija Ljubljana el 1993, club on guanyà la lliga eslovena els anys 1994 i 1995. A partir de juny de 1997 la seva vida transcorregué entre clubs austríacs i alemanys, com foren FC Tirol Innsbruck, 1. FC Kaiserslautern, VfL Bochum i Red Bull Salzburg. Amb el Tirol guanyà les lligues de 2000 i 2001.
Amb la selecció eslovena disputà l'Eurocopa 2000 i el Mundial del 2002.